# Sânpetru Mare, Timiș
Sânpetru Mare (germană Grosssanktpeter, maghiară Nagyszentpéter, sârbă Veliki Sempetar) este satul de reședință al comunei cu același nume din județul Timiș, Banat, România.